# 나가오카쿄시
나가오카쿄시(일본어: 長岡京市)는 일본 교토부 남서부에 있는 시이다.
시명은 교토가 수도로 확정되기 전에 784년부터 794년까지 일본의 임시 수도였던 나가오카쿄에서 온 것으로 옛 수도의 남부와 일부 겹친다. 인접하는 무코시, 오야마자키정과 함께 죽순 산지로 유명하다. 화채(식용 유채) 산지이기도 하다. 시가 되기 전에는 오토쿠니군에 속해 시내에 고찰 오토쿠니데라가 있다.
크게 동부, 중부, 서부로 분류할 수 있다. JR 나가오카쿄역 주변인 동부는 무라타 제작소, 파나소닉, 미쓰비시 전기 등 하이테크 기업이 진출해 있고 선로 주변에는 지게차로 유명한 일본수송기가 있다.
한큐 전철 나가오카텐진역 주변인 중부는 상업지, 주택지로 구성되어 있는 나가오카쿄시의 중심지이다. 대기업 슈퍼 등도 이 부근에 치우쳐 있었지만 2000년대 이후에는 JR 나가오카쿄역 서쪽 출구가 재개발되어 이쪽에도 상점 진출이 이루어지고 있다.
교토부도 10호 오야마자키 오에다선(단바 가도) 이서인 서부는 주로 니시야마의 구릉 지대로 자연이 넘치는 지역이고 유명 신사와 불교 사원 등이 점재한다. 또 일부 지역은 주택지로 개발되고 있다.

## 역사
- 1931년 8월 1일 - 도카이도 본선 고타리역(현 나가오카쿄역)이 개업하였다.
- 1949년 10월 1일 - 신고타리촌, 가인지촌, 오토쿠니촌이 합병해 나가오카정이 되었다.
- 1972년 10월 1일 - 시로 승격해 나가오카쿄시가 되었다.

## 교통

### 철도
- 서일본 여객철도 JR 교토선
  - (← 무코시 무코마치역) - 나가오카쿄역 - (오야마자키정 야마자키역 →)
- 한큐 전철 교토 본선
  - (← 무코시 니시무코역) - 나가오카텐진역 - 니시야마텐노잔역 - (오야마자키정 오야마자키역 →)

### 도로
- 메이신 고속도로
- 국도 제171호선 (일본)(일본어판)

## 인구
| 연도 | 인구   | ±%      |
| ---- | ------ | ------- |
| 1940 | 8,090  | —       |
| 1950 | 10,614 | +31.2%  |
| 1960 | 15,050 | +41.8%  |
| 1970 | 51,414 | +241.6% |
| 1980 | 71,445 | +39.0%  |
| 1990 | 77,191 | +8.0%   |
| 2000 | 77,846 | +0.8%   |
| 2010 | 79,850 | +2.6%   |
| 2020 | 80,608 | +0.9%   |

## 같이 보기
- 일본의 수도